# Knivsta
Knivsta – miejscowość (tätort) w Szwecji, w regionie administracyjnym (län) Uppsala, w gminie Knivsta.
Według danych Szwedzkiego Urzędu Statystycznego liczba ludności wyniosła: 7977 (31 grudnia 2015), 8332 (31 grudnia 2018) i 8280 (31 grudnia 2019).